# 楸蠹野螟属
楸蠹野螟属（学名：Sinomphisa）为 草螟科的一个属。

## 下属物种
本属包括以下物种：
- 楸蠹野螟 Sinomphisa plagialis Wileman, 1911